# ثانوية هرتسليا العبرية
ثانوية هرتسليا العبرية (بالعبرية: הַגִּימְנַסְיָה הָעִבְרִית הֶרְצְלִיָּה‏) HaGymnasia HaIvrit Herzliya، وتعرف باسم Gymnasia Herzliya)، واسمها الأصلي HaGymnasia HaIvrit (ومعناها المدرسة الثانوية العبرية) هي مدرسة ثانوية تاريخية في تل أبيب في إسرائيل.

## التاريخ

### المبنى الأصلي

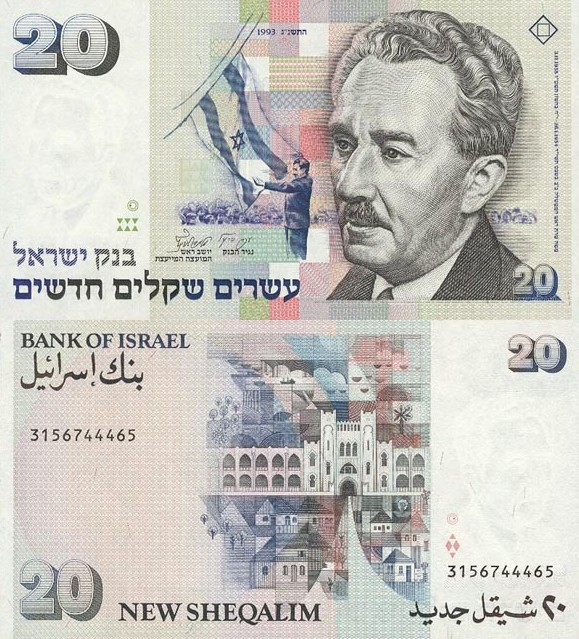
المبنى الأصلي مصور على ورقة مالية من فئة 20 شيكل إسرائيلي جديد

تأسست المدرسة عام 1905 في يافا في العهد العثماني. وفي 28 يوليو 1909 تم وضع حجر الأساس لمبنى المدرسة الجديد في شارع هرتسل في حي أحوزات بيت (الذي سيشكل نواة لمدينة تل أبيب المستقبلية). وكانت ثانوية هرتسليا أول مدرسة ثانوية عبرية في البلاد. وصمم المبنى جوزيف بارسكي وهو مستوحى من أوصاف معبد سليمان.
كان المبنى في شارع هرتسل معلمًا رئيسيًا في تل أبيب حتى عام 1962، عندما تم تدمير الموقع لبناء برج شالوم مائير، الذي كان أطول مبنى في إسرائيل في تلك الأيام. وأثار تدمير المبنى اعترافًا واسع النطاق بأهمية الحفاظ على المعالم التاريخية. وتأسس مجلس الحفاظ على المواقع التراثية في إسرائيل في الثمانينيات جزئياً بسبب مصير مدرسة هرتسليا العبرية الثانوية.

### المبنى الحالي
تقع المدرسة اليوم في شارع جابوتنسكي، وهي حاليا مدرسة ثانوية مدتها ست سنوات. يتم الدخول إلى حرم المدرسة الحديث من خلال بوابة هي نسخة طبق الأصل من واجهة المبنى 1909.

## المدراء

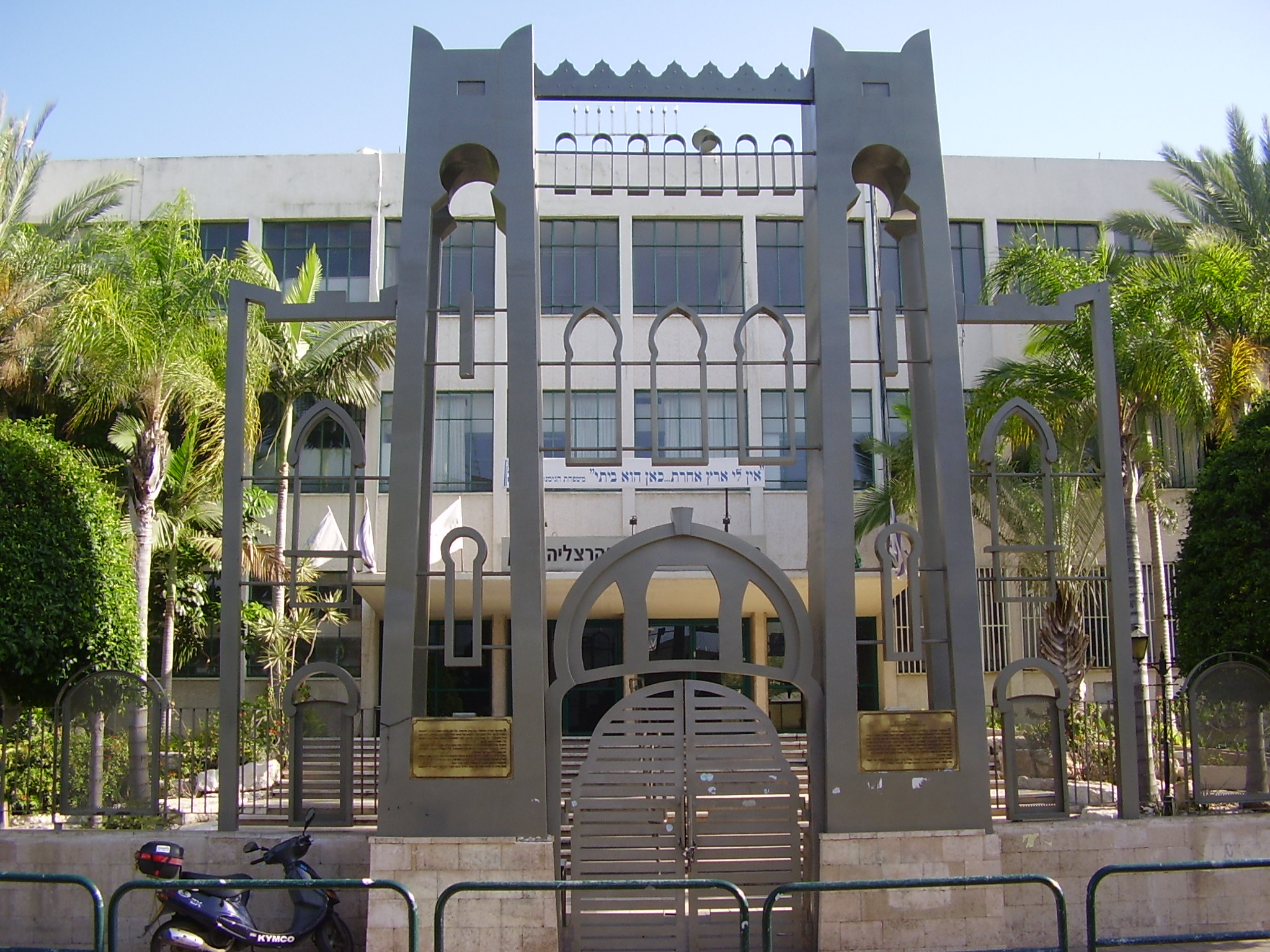
بناية جديدة في شارع جابوتنسكي. تم بناء البوابة عام 2006.

من بين المدراء السابقين حاييم بوغراشوف وباروخ بن يهودا وكارمي يوغيف. وفي عام 1992 عين العميد رون حولداي مديرا للمدرسة، الذي كان طياراً مقاتلاً سابقاً في سلاح الجو الإسرائيلي. وقام بتنفيذ العديد من التغييرات والتحديثات التي اعتمدتها فيما بعد المدارس الأخرى.  وبعد ترك المدرسة، انتخب رئيسًا لبلدية تل أبيب. المدير الحالي هو زئيف دغاني.

## مدرسون بارزون
- يوسف حاييم برينر - كاتب
- تسفي نشري - رائد التربية البدنية
- شاؤول تشيرنيخوفسكي - شاعر

## خريجون بارزون
- نتيفا بن يهودا (1928-2011) - قائد البلماح وباحث عبري ومؤلف.
- ميريام برنشتاين كوهين (1895-1991) - ممثلة.
- آرون براند - طبيب قلب الأطفال.
- يتسحاق دانزيغر (1916-1977) - نحات.
- ناحوم غوتمان (1898-1980) - رسام ونحات ومؤلف.
- رون حولداي - رئيس بلدية تل أبيب منذ عام 1998 (اعتبارًا من يوليو 2017).
- يارون لندن (1940-) - شخصية إعلامية وصحفي وممثل وكاتب أغاني.
- موشيه ماني - طبيب المسالك البوليةورئيس جامعة تل أبيب ورئيس كلية أشكيلون الأكاديمية.
- أهارون ميغيد (1920–2016) - كاتب.
- موشيه مينوحين (1893-1983) - مؤلف.
- يوفال نئمان (1925-2006) - فيزيائي.
- إلياكوم أوستاشينسكي - أول عمدة لمدينة ريشون لتسيون.
- موشيه شاريت (1894-1965) - رئيس الوزراء الثاني لإسرائيل (1954-1955).
- أفراهام شلونسكي (1900-73) - شاعر.
- غيورا شبيغل (مواليد 1947) - لاعب كرة قدم ومدرب.
- أفيغدور ستيماتسكي (1908-1989) - رسام.
- يميما أفيدار تشيرنوفيتس (1909-1998) - مؤلفة.
- يائير لابيد (1963-) صحفي وكاتب وسياسي، ووزير المالية الإسرائيلي الأسبق ورئيس حزب "يش عتيد"، ورئيس وزراء إسرائيل المناوب.
- عاموس لوزاتو (1928–) - عالم فيزياء.
- شموئيل يفين (1896–1982) - عالم آثار.